# نورمن ال باون
نورمن ال باون (انگلیسی: Norman L. Bowen؛ زاده ۲۱ ژوئن ۱۸۸۷ درگذشته ۱۱ سپتامبر ۱۹۵۶) یک دانشمند در زمینه سنگ‌شناسی اهل کانادا بود. 